# Valemax
Valemax je razred supervelikih ladij na razsuti tovor (VLOC), ki jih je naročilo brazilsko podjetje Vale. Uporabljajo se za prevoz rude od Brazilije do Evrope in Azije. Ladje imajo nosilnost od 380 000 ton do 400 000 ton. So ene izmed največjih in najdaljših ladij na svetu.
Leta 2008 je Vale naročil 12 Valemax ladij nosilnosti 400 000 ton pri kitajskem Jiangsu Rongsheng Heavy Industries (RSHI) in leta 2009 še sedem pri Južnokorejskem Daewoo Shipbuilding & Marine Engineering (DSME). Zraven bodo zgradili še 16 ladij na Kitajskem in v Južni Koreji, te ladje bo Vale dal v najem drugim ladijskim družbam. Sprva je bilo predvidevano, da bo vseh 35 ladij v uporabi do 2013, vendar je (2014) pet ladij še v gradnji.
Vsaka ladja ima dovolj železa za izgradnjo treh mostov Golden Gate. Ladje naj bi za 20-25% zmanjšale stroške prevoza. V industriji je precej kritik, ker Vale deloma narekuje cene železove rude in zdaj še cene ladijskih prevozov.

## Specifikacije
- Graditelji: Daewoo Shipbuilding & Marine Engineering (Južna Koreja); Jiangsu Rongsheng Heavy Industries, (Kitajska); STX Offshore & Shipbuilding (STX Jinhae) (Južna Koreja):; STX Offshore & Shipbuilding (STX Dalian (Kitajska); Bohai Shipbuilding Heavy Industry (Kitajska)
- Operaterji: Vale Shipping; STX Pan Ocean; Oman Shipping Company; Berge Bulk
- Čas gradnje: 2011–2014
- V uporabi: 2011–
- Število ladij:  3
- Število zgrajenih: 30
- Tip: Ladja na razsuti tovor (bulker)
- Nosilnost: 380 000–400 000
- Dolžina: 360–362 m (1 181–1 188 ft)
- Širina: 65 m (213 ft)
- Ugrez: 22–23 m (72–75 ft)
- Pogon: Dizelski motor (približno 29 000 kW)
- Propeler: ena gred, propeler s fiksnim krakom
- Hitrost: 15 vozlov (28 km/h; 17 mph)

## List ofValemaxvessels
| Ime ladje                                             | Ladijska družba                          | Leto izgradnje                           | Ladjedelniška številka                   | IMO številka                             | Status                                   | Opombe                                   |
| Daewoo Shipbuilding & Marine Engineering              | Daewoo Shipbuilding & Marine Engineering | Daewoo Shipbuilding & Marine Engineering | Daewoo Shipbuilding & Marine Engineering | Daewoo Shipbuilding & Marine Engineering | Daewoo Shipbuilding & Marine Engineering | Daewoo Shipbuilding & Marine Engineering |
| ----------------------------------------------------- | ---------------------------------------- | ---------------------------------------- | ---------------------------------------- | ---------------------------------------- | ---------------------------------------- | ---------------------------------------- |
| Vale Brasil                                           | Vale Shipping                            | 2011                                     | 1201                                     | 9488918                                  | V uporabi                                |                                          |
| Shandong Da De                                        | Vale Shipping                            | 2011                                     | 1202                                     | 9572329                                  | V uporabi                                |                                          |
| Vale Italia                                           | Vale Shipping                            | 2011                                     | 1203                                     | 9572331                                  | V uporabi                                |                                          |
| Shandong Da Ren (2014–) Vale Malaysia (2012–2014)     | Vale Shipping                            | 2012                                     | 1204                                     | 9572343                                  | V uporabi                                |                                          |
| Shandong Da Cheng (2014–) Vale Carajas (2012–2014)    | Vale Shipping                            | 2012                                     | 1212                                     | 9593919                                  | V uporabi                                |                                          |
| Shandong Da Zhi (2013–) Vale Minas Gerais (2012–2013) | Vale Shipping                            | 2012                                     | 1213                                     | 9593957                                  | V uporabi                                |                                          |
| Vale Korea                                            | Vale Shipping                            | 2013                                     | 1214                                     | 9593969                                  | V uporabi                                |                                          |
| STX Offshore & Shipbuilding                           |                                          |                                          |                                          |                                          |                                          |                                          |
| Vale Beijing                                          | STX Pan Ocean                            | 2011                                     | 1701                                     | 9575448                                  | V uporabi                                |                                          |
| Vale Qingdao                                          | STX Pan Ocean                            | 2012                                     | 1702                                     | 9575450                                  | V uporabi                                |                                          |
| Vale Espirito Santo                                   | STX Pan Ocean                            | 2012                                     | 1703                                     | 9575462                                  | V uporabi                                |                                          |
| Vale Indonesia                                        | STX Pan Ocean                            | 2012                                     | 1704                                     | 9575474                                  | V uporabi                                |                                          |
| Vale Fujiyama                                         | STX Pan Ocean                            | 2012                                     | 1705                                     | 9575486                                  | V uporabi                                |                                          |
| Vale Tubarao                                          | STX Pan Ocean                            | 2013                                     | 1706                                     | 9575498                                  | V uporabi                                |                                          |
| Vale Ponta da Madeira                                 | STX Pan Ocean                            | 2014                                     | 1707                                     | 9575503                                  | Lansirana                                |                                          |
| Vale Maranhao                                         | STX Pan Ocean                            | 2013                                     | 1708                                     | 9575515                                  | V uporabi                                |                                          |
| Jiangsu Rongsheng Heavy Industries                    |                                          |                                          |                                          |                                          |                                          |                                          |
| Ore China (2014–) Vale China (2011–2014)              | Vale Shipping                            | 2011                                     | H1105                                    | 9522972                                  | V uporabi                                | <                                        |
| Vale Dongjiakou                                       | Vale Shipping                            | 2012                                     | H1106                                    | 9532513                                  | V uporabi                                |                                          |
| Ore Dalian (2014–) Vale Dalian (2012–2014)            | Vale Shipping                            | 2012                                     | H1107                                    | 9532525                                  | V uporabi                                |                                          |
| Vale Hebei                                            | Vale Shipping                            | 2012                                     | H1108                                    | 9532537                                  | V uporabi                                |                                          |
| Ore Shandong (2014–) Vale Shandong (2012–2014)        | Vale Shipping                            | 2012                                     | H1109                                    | 9532549                                  | V uporabi                                |                                          |
| Vale Jiangsu                                          | Vale Shipping                            | 2013                                     | H1110                                    | 9532551                                  | V uporabi                                |                                          |
| Vale Caofeidian                                       | Vale Shipping                            | 2013                                     | H1111                                    | 9532575                                  | V uporabi                                |                                          |
| Vale Lianyungang                                      | Vale Shipping                            | 2013                                     | H1112                                    | 9532587                                  | V uporabi                                |                                          |
| Ore Majishan Vale Majishan (pred dostavo)             | Vale Shipping                            | 2014                                     | H1113                                    | 9532599                                  | Lansirana                                |                                          |
| Vale Tianjin                                          | Vale Shipping                            | 2014                                     | H1114                                    | 9532604                                  | Lansirana                                |                                          |
| Vale Rizhao                                           | Vale Shipping                            |                                          | H1115                                    | 9532616                                  | Naročena                                 |                                          |
| Vale Ningbo                                           | Vale Shipping                            |                                          | H1116                                    | 9532628                                  | Neročena                                 |                                          |
| Vale Sohar                                            | Oman Shipping Company                    | 2012                                     | H1125                                    | 9565065                                  | V uporabi                                |                                          |
| Vale Liwa                                             | Oman Shipping Company                    | 2012                                     | H1126                                    | 9566514                                  | V uporabi                                |                                          |
| Vale Shinas                                           | Oman Shipping Company                    | 2013                                     | H1127                                    | 9566538                                  | V uporabi                                |                                          |
| Vale Saham                                            | Oman Shipping Company                    | 2013                                     | H1128                                    | 9566526                                  | V uporabi                                |                                          |
| Bohai Shipbuilding Heavy Industry                     |                                          |                                          |                                          |                                          |                                          |                                          |
| Berge Everest                                         | Berge Bulk                               | 2011                                     | BH416-1                                  | 9447536                                  | V uporabi                                |                                          |
| Berge Aconcagua                                       | Berge Bulk                               | 2012                                     | BH416-2                                  | 9447548                                  | V uporabi                                |                                          |
| Berge Jaya                                            | Berge Bulk                               | 2012                                     | BH416-3                                  | 9447550                                  | V uporabi                                |                                          |
| Berge Neblina                                         | Berge Bulk                               | 2013                                     | BH416-4                                  | 9447562                                  | V uporabi                                |                                          |